# Boghistorie
Boghistorie omhandler skriften, illustrationen, bogen, bogbindet og papirets historie ud fra fx teknisk og økonomisk perspektiv. Boghistoriske arbejdsområder er bogen som objekt og bogen og dens historie fra kulturelt, politisk eller socio-økonomisk perspektiv. I den akademiske verden er boghistorie et nyt forskningsfelt, som især er kendetegnet ved sin brede indgang til historieforskning i kraft af større fokus på økonomiske og sociale forhold og derved også en videre kontakt til samfundsvidenskaberne.

## Baggrund
Som akademisk forskningsfelt blev boghistorie etableret i kølvandet på den franske Annales-skole efter Anden Verdenskrig. Den er især kendetegnet ved sin brede indgang til historieforskning i kraft af større fokus på økonomiske og sociale forhold og derved også en videre kontakt til samfundsvidenskaberne. Det kom blandt andet til udtryk med Lucien Febvre og Henri-Jean Martins bog L'Apparition du Livre, der etablerede boghistorie som forskningsfelt i Frankrig. Det udvidede syn på historieforskning førte til udviklingen af nye specialiserede forskningsdiscipliner. Inden fagets akademisering blev boghistorie fortrinsvist skrevet af boghandlere, antikvarer og/eller bibliotekarer. Den var ofte knyttet til den konkrete fremstilling af bøger som udviklingen af trykketeknik eller indbinding, mens de sociale, kulturelle, økonomiske og politiske perspektiver først fik fagligt fodfæste med akademiseringen af faget.
Et hurtigt blik på tidligere og nuværende boghistorisk forskning stadfæster emnet som tværfaglig disciplin: læsningens historie er samfundsvidenskabelig, forlagshistorie er økonomisk historie mens forskning om bogbind kan favne alt fra kunsthistorie over teknologihistorie til økonomihistorie alt efter, hvilket perspektiv der lægges i forskningen. Placeringen ved europæiske universiteter vidner om boghistories tværfaglige format: ved Lunds Universitet hører emnet under kulturvidenskaberne, men også under historievidenskab. I den tysksprogede verden samles boghistoriske specialister i Die Wolfenbütteler Arbeitskreise für Bibliotheks-, Buch- und Mediengeschichte, som blev oprettet i 1975 som Arbeitskreis für Geschichte des Buchwesens.
Boghistories faglige mangesidighed er oplagt med tanke på fagets baggrund og oprindelse. Med tiden har både engelsk og amerikansk boghistorisk forskning markeret sig, men det er fortsat et forskningsområde, hvor fransk tradition dominerer. I skandinavisk sammenhæng er boghistorie et mindre forskningsfelt, der eksisterede som selvstændigt fag ved Danmarks Biblioteksskole fra 1967 til 2006, under ledelse af Erik Dal (1967-75) og af Poul Steen Larsen (1976-2006). Historiestudiet på Aalborg Universitet er nu det eneste sted i Danmark, hvor der udbydes undervisning i boghistorie. Forskningsbibliotekar Harald Ilsøe, Det Kongelige Bibliotek, var som den første boghistoriker ansat i en seniorforskerstilling (1990-2004). På Lunds Universitet har faget været doceret siden 1991. I 2009 blev den danske historiker Henrik Horstbøll udnævnt til professor i bog- og bibliotekshistorie ved universitetet i Lund. Horstbøll gik i pension i januar 2018. Fra 1. oktober 2018 er den svenske historiker Jonas Nordin udnævnt til professor i i bog- og bibliotekshistorie.

## Kendte boghistorikere
- Charlotte Appel (født 1960)
- Ivan Boserup (født 1944)
- Erik Dal (1922-2006)
- Harald Ilsøe
- Poul Steen Larsen (født 1940)
- Donald Francis McKenzie
- Elizabeth L. Eisenstein
- Henri-Jean Martin
- Henrik Horstbøll (født 1952)
- Jonas Nordin (født 1968)
- Robert Darnton
- Roger Chartier

## Danmarks Bogmuseum
Det Kongelige Bibliotek rummer som Danmarks Bogmuseum danske og udenlandske bøger af uvurderlig boghistorisk og bogmuseal betydning. I tidens løb er der oprettet en række særsamlinger, der illustrerer forskellige sider af boghistorien som bogtryk, bogillustrationer og bogbind. Danmarks Bogmuseum har ikke et fast udstillingssted men i Den Sorte Diamant vises skiftende udstillinger med boghistorisk tema i Montanasalen med betydelige boghistoriske og sjældne værker.